# Білецький Леонід Тимофійович
Леоні́д Тимофі́йович Біле́цький (5 (17) червня 1882, с. Литвинівка, Таращанський повіт,  Київська губернія, нині Уманського району Черкаської області — 5 лютого 1955, Вінніпеґ) — український літературознавець. Доктор філології (1936). Президент Української вільної академії наук (1948—1952), професор Української Господарської Академії в  Подєбрадах.
Дійсний член НТШ.

## Біографічні дані
Народився 5 червня 1882 року (за старим стилем) в родині дворянина Тимофія Андрійовича Білецького та Єфросинії Вікторівни Білецької (Тхоржевської). 29 червня 1882 року був хрещений у селі Литвинівка Таращанського повіту Київської губернії. Батько був православного віросповідання, а мати — римо-католицького. Початкову освіту Леонід Білецький здобував у двокласній народній школі у селі Краснопілка, Уманського повіту.
У 1907 році закінчив Другу Київську класичну гімназію і вступив на фізико-математичний факультет університету Святого Володимира. У 1908 році переводиться на історико-філологічний факультет того ж навчального закладу. 1913 року закінчив Київський університет із золотою медаллю. Білецького залишили при університеті для підготовки до професорського звання.
Від 1918 року приват-доцент Кам'янець-Подільського державного українського університету, став першим редактором щоденної газети «Життя Поділля». Наприкінці 1920 року покинув Кам'янець-Подільський.
У 1922—1924 роках викладав методологію української літератури, історію української драми в Українському таємному університеті у Львові.
Був професором і ректором Високого Педагогічного Інституту ім. Драгоманова в Празі.
В лютому 1949 року переїхав на постійне проживання до Канади й оселився у Вінніпезі. Був головою культурно-освітньої ради Комітету українців Канади, професором колегії святого Андрея.
З 1951 року почав працювати у видавництві «Тризуб» над «Кобзарем». У цей період здійснив видання творів Тараса Шевченка в чотирьох томах («Кобзар», Вінніпеґ, 1952—1954), яке відрізнялося від попереднього тим, що твори поета було подано в первісних варіантах.
Був дійсним членом Слов'янського інституту у Празі.
Помер ввечері 5 лютого 1955 року в лікарні Св. Боніфатія Вінніпеґа, куди був ушпиталений того самого дня. Поховання відбулося 9 лютого 1955 року.

## Творча та наукова діяльність
Коло наукових зацікавлень Б. охоплювало проблеми теорії та історії літератури, а також літературної критики, але основні його праці стосувалися сфери методології. Власний підхід до аналізу художньої літератури Б. розробляв на основі положень психологічної школи Потебні, доповнивши їх здобутками філологічної, культурно-історичної, компаративістичної та ін. шкіл. Перша книжка вченого «Поезія та її критика» (Львів, 1921) ґрунтується на ідеях О.Потебні, що психологічні умови виникнення слова такі ж, як і виникнення художнього образу й цілого твору. Згодом Б. зосередився на таких темах: еволюція уявлення: від міфу до метафори; зовнішні й внутрішні форми твору; етапи акту творення та активний характер читацького сприйняття тощо. Значну увагу приділяв дослідженню естетичної концепції О.Потебні («Перспективи літературно-наукової критики», 1924), намагався реконструювати цілісну систему поглядів останнього на літературу.

### Концепція поступу українського літературознавства
Білецький поставив своїм завданням розкрити етапи становлення української літературознавчої думки в контексті розвитку літературознавчих концепцій у Європі. Цьому присвячена фундаментальна праця «Основи української літературно-наукової критики» (Прага, 1925; К., 1998). Вона й досі залишається найґрунтовнішим дослідженням методологічних аспектів української літературознавчої думки від поетик професорів Києво-Могилянської академії 17–18 ст. до праць українських літературознавців поч. 20 ст. Формування літературознавчої думки в Україні Білецький зараховує до 2-ї пол. 17 ст., коли була заснована Києво-Могилянська академія, що стала важливим центром релігійних і культурно-просвітницьких ідей, які поширилися далеко за межі України. Заслугою цієї школи Білецький вважає передусім те, що вона створила наукову традицію українського літературознавства, заклала основу її дальшого розвитку протягом 19– 20 ст. Він «реабілітує» літературу, яка творилася книжною мовою того часу і яку в 19 і почасти 20 ст. оголосили схоластичною, чужою й незрозумілою сучасному читачеві. В праці показано, що літературознавчі школи, які виникали в Європі, проникали в Україну з деяким запізненням і переважно через посередників, тут вони перепліталися і взаємодіяли між собою. До того ж українські літературознавці були не просто популяризаторами західно-європейських літературознавчих концепцій, а творчо розвивали їх, виходячи з національного характеру і особливостей поступу української літератури. Констатуючи, що в М.Максимовича і М.Костомарова принципи міфологічної школи поєднані з принципами культурно-історичної школи, в О.Потебні психологічний підхід доповнюється рисами порівняльно-історичного підходу, а в працях І.Франка простежується еволюція від соціологічного підходу до естетико-психологічного, Білецький намагався об'єднувати принципи міфологічної, культ.-історичної та компаративістичної шкіл у ширшу категорію — історичну школу.
Спираючись на світогляд філософії позитивізму, дослідник дотримується принципу історизму в підході до конкретних літературознавчих концепцій, бачить не тільки можливості, а й межі кожної з них, що випливають з її осн. методологічної засади. Зокрема, характеризуючи міфологічну школу як перший етап історичної школи, Білецький зауважував, що її представники — М.Максимович, О.Бодянський, П.Куліш та ін. розглядали літературний твір як суспільно-історичний документ, трактували художню літературу як сукупність усних і писаних творів, у яких відбилася душа народу, вірність життю, але часто ігнорували художній твір як самостійну естетичну категорію. Ця обмеженість історичної школи ще виразніше виявилася в пізнішому намаганні інтерпретувати художній твір з позицій тієї чи ін. ідеології, що йшло, з одного боку, від звуженого трактування ідей заснованої культурно-історичної школи І.Тена з його тріадою «раса», «середовище», «момент», а з ін. — від впливу т. зв. реальної критики М.Добролюбова, яка ставилася до художнього твору як до явища реальної дійсності.
Білецький розглядає розвиток літературознавчої думки як цілісний процес. Щоправда, в опублікованих працях він не вдавався до висвітлення новітніх теоретичних концепцій. Побачила світ тільки 1-ша кн. його узагальненого дослідження. До 2-ї мав увійти розгляд двох найголовніших шкіл літературознавства — психологічної, розробленої у «Перспективах літературно-наукової критики», та філологічної, що включала й формально-поетичну теорію, яка мала бути репрезентована українськими вченими Ю.Меженком та Б.Якубським. Характерно, що на відміну від Д.Чижевського та В.Сімовича, Білецький залишився осторонь ідей Празького лінгвістичного гуртка структуралістів. Судячи із зацікавлень ученого, він був людиною радше 19, аніж 20 ст., орієнтованою на гуманістичні та естетичні вартості, утверджені традицією.
Серед пріоритетів Білецького як історика літератури та критика була творчість Т. Шевченка, І.Франка, М.Коцюбинського, В.Самійленка, М.Вороного, П.Тичини, але його уваги не привернула творчість представників тогочасного празького літературного середовища, зокрема поезія Є.Маланюка, О.Стефановича, О.Лятуринської та ін. Заслуговує на увагу монографія Білецького «„Руська Правда“ й історія її тексту», над якою учений працював протягом 1930-х рр. На жаль, завершений варіант праці втрачений, первісний із додатковими матеріалами був підготовлений до друку Ю.Книшем і виданий 1993 у Вінніпезі. На основі аналізу пам'ятки Білецький доводить, що чим «ближчим» є текст численних її варіантів до найстарішого, тобто до первісного джерела, тим мова його є більш близькою до мови староукраїнського періоду княжої доби.

## Праці
- Перспективи в літературній критиці. — 1925.
- Принципи в літературному дослідженні і критиці. — 1927.
- Історія української літератури. — Аугсбурґ, 1947.
- Марко Вовчок та її творчість. — 1948.
- Віруючий Шевченко. — Вінніпеґ, 1949.
- Дмитро Дорошенко. — Вінніпеґ, 1949.
- Три силветки (Про Марка Вовчка, Ольгу Кобилянську, Лесю Українку). — Вінніпеґ, 1951.
- Українські піонери в Канаді. — 1951.
- Перша читанка: Підручник. — 1951.
- Рідне слово: Підручник. — Вінніпеґ, 1956.
- Білецький Л. Т. Мої спомини (1917–1926) / Л. Т. Білецький ; Хмельниц. міська організація, Нац. спілки краєзнавства України. — Кам’янець-Подільський : Медобори-2006, 2013. — 239 с. [Архівовано 13 серпня 2020 у Wayback Machine.]